# Geocarpon minimum
Geocarpon minimum är en nejlikväxtart som beskrevs av Mackenzie. Geocarpon minimum ingår i släktet Geocarpon och familjen nejlikväxter. Inga underarter finns listade i Catalogue of Life.